# Corvinae
Corvinae — одна з п'яти підродин родини воронових (Corvidae). Він включає 64 види, які поширені в семи родах.

## Систематика
Згідно з джерел:

Горобцеподібні (Passeriformes)
- Співочі птахи (Passeri)
  - Corvoidea
    - Во́ронові (Corvidae)
      - Crypsirininae
      - Cissinae
      - Perisoreinae
      - Cyanocoracinae
      - Corvinae
        - Сойка (Garrulus)
        - Zavattariornis
        - Піакпіак (Ptilostomus)
        - Джиджітка (Podoces)
        - Сорока (Pica)
        - Nucifraga
        - Крук (Corvus)
        - Coloeus